# ABS-CBN Sports and Action
ABS-CBN Sports and Action (stilisiert als ABS-CBN Sports+Action) war ein philippinischer Sportfernsehsender, der zur ABS-CBN Corporation gehörte. Der Sender ersetzt seit dem 18. Januar 2014 den ehemaligen Studio 23. Am 5. Mai 2020 stellte der Sender den terrestrischen Sendebetrieb ein, weil die Lizenz nicht erneuert wurde.

## Programm

### Nachrichtensendungen
- Fast Break
- News+

#### Sport bezogene Programme
- Sports Unlimited (ursprünglich auf ABS-CBN ausgestrahlt)
- The Score

### Sportprogramme
- AFC Champions League Highlights
- Euro Tour Highlights
- Football Asia
- NBA Action
- NBA Playoffs
- NBA Finals
- Pinoy Pride Fight Review
- Sabong TV
- Sagupaan
- Top Rank Boxing
- UEFA Champions League
- UEFA Europa League
- UFC (Pay-Per-View Matches)
- UFC Fight Night
- UFC Ultimate Insider
- UFC Unleashed
- UAAP

### Dokumentarfilmprogramm
- Friday's Action Pack

### Drama-Programme
- CSI: Vegas
- Navy CIS: L.A.
- Zero Hour

### Informativ
- Agri TV: Hayop sa Galing!
- Agribusiness: How It Works
- Asenso Pinoy (auch auf PTV-4 ausgestrahlt)
- Generation RX

### Animierte Programme
- Danball Senki
- Dora the Explorer
- Go Diego Go!
- Silver Surfer
- Thomas, die kleine Lokomotive

### Religiös
- Family Rosary Crusade (auch auf PTV-4 ausgestrahlt)
- Friends Again (auch auf Light Network ausgestrahlt)
- The Word Exposed with Luis Antonio Cardinal Tagle (auch auf PTV-4 ausgestrahlt)

### Film-Blöcke
- Action Movie Zone
- Afternoon Action Movie Zone
- FPJ: Kampeon ng Aksyon
- Lunch Blockbusters
- Movie in the Making
- Reel Action